# Холецисто-кардиальный синдром
Холецисто-кардиальный синдром (гастрокардиальный синдром, синдром Боткина, синдром Рёмгельда) — появление загрудинных болей, в том числе с признаками ишемии на ЭКГ, у больных, страдающих холециститом. Впервые такое явление описано в XIX веке Сергеем Боткиным, который сам страдал жёлчнокаменной болезнью; в западных школах синдром обычно называют именем германского терапевта Людвига фон Рёмгельда (Ludwig von Römheld, 1871—1938), описавшего его в работе 1912 года.
Патогенетически появление синдрома связывают с наличием рефлекторной вагусной связи между желчевыводящей системой и сердцем. Возможно появление атриовентрикулярной блокады (1-й степени) и изменений конечной части ЭКГ комплекса. У части больных отмечается предсердная экстрасистолия, проходящая после холецистэктомии.
Является совокупностью изменений рефлекторного характера в работе сердечно-сосудистой системы, возникающих при возбуждении рецепторов пищевода и желудка, чувствительных к механическим и химическим воздействиям. Причиной развития приступов является раздражение блуждающего нерва при переполнении желудка или повышении давления в брюшной полости, которые приводят к спазму коронарных сосудов. Основное проявление — развитие симптомов острой ишемии миокарда. Диагностика основана на выявлении патологии желудочно-кишечного тракта, которая может быть причиной синдрома. Лечение включает применение спазмолитиков, бета-адреноблокаторов и нитратов. Нитраты следует назначать с осторожностью, так как они вызывают расслабление нижнего пищеводного сфинктера с последующим увеличением кислотного рефлюкса. В современной гастроэнтерологии рассматривается как комплекс функциональных изменений со стороны сердечно-сосудистой системы, причиной которых является избыточное возбуждение блуждающего нерва. Зачастую развивается на фоне имеющихся вегетососудистых нарушений.
Ряд гастроэнтерологов связывают гастрокардиальный синдром с атеросклеротическими изменениями коронарных сосудов, объясняя его симптомы «обкрадыванием» коронарного кровообращения при переполнении желудка пищевыми массами: уже нарушенное кровообращение в сердце уменьшается по причине перераспределения крови в результате её притока к перегруженному желудку. Гастрокардиальный синдром характеризуется развитием симптомов, напоминающих сердечный приступ. Данное состояние чаще возникает у людей с гиперстеническим телосложением и наличием абдоминального ожирения.

## Причины
Причиной развития характерных признаков гастрокардиального синдрома является возбуждение блуждающего нерва, возникающее при повышении восприимчивости к раздражению механорецепторов (чувствительны к растяжению) и хеморецепторов (чувствительны к действию химических веществ), которые расположены в нижних отделах пищевода, желудке и начальных отделах кишечника. Обычно симптомы возникают при переполнении желудка пищей, аэрофагии (заглатывании большого количества воздуха). Причиной может быть и повышенное внутрибрюшное давление вследствие выраженного метеоризма, когда блуждающий нерв раздражается высоко стоящей диафрагмой.
К развитию патологии склонны люди с легко возбудимой нервной системой (истероидного типа). Гастрокардиальный синдром может развиваться на фоне грыжи пищеводного отверстия диафрагмы, язвенной болезни желудка, опухолей пищевода и кардиального отдела желудка.

## Симптомы
Основные жалобы пациентов связаны с нарушением деятельности сердечно-сосудистой системы. Характерный приступ обычно развивается после приёма пищи. Чаще всего возникают нарушения ритма, частоты сокращений сердца (тахикардия, брадикардия и экстрасистолия), боли в области сердца. Боль может иметь различный характер — от давящей, ноющей до жгучей и интенсивной, напоминающей приступ стенокардии и вызывающей страх смерти. Болевой синдром может быть кратковременным или длиться несколько часов. Пациенты чётко описывают локализацию болезненных ощущений — за грудиной слева, в области расположения сердца.
Приступ сопровождается некоторым повышением артериального давления, головокружением, бледностью, холодным потом. Характерным признаком гастрокардиального синдрома является прекращение симптомов после самостоятельно спровоцированной пациентом рвоты или продолжительной отрыжки воздухом.

## Диагностика
Поскольку симптомы гастрокардиального синдрома обычно возникают со стороны сердечно-сосудистой системы, пациенты чаще обращаются к кардиологу. При выявлении патологии со стороны ЖКТ показано обследование у гастроэнтеролога. Диагностика гастрокардиального синдрома основана на исключении патологии сердца (ишемической болезни, нарушений ритма), других заболеваний органов средостения (медиастинитов, аневризмы грудной части аорты), а также выявлении патологии желудочно-кишечного тракта, которая может быть причиной приступов (грыжа пищеводного отверстия диафрагмы, язвенная болезнь желудка, опухоли желудка, пищевода).
С целью исключения заболеваний сердца пациентам с подозрением на гастрокардиальный синдром проводится электрокардиография. При этом на кардиограмме не выявляется характерных для ИБС признаков ишемии миокарда. В момент приступа возможна регистрация брадикардии или тахикардии. С целью диагностики грыжи пищеводного отверстия диафрагмы выполняется контрастная рентгенография. УЗИ органов брюшной полости позволяет исключить патологию печени, поджелудочной железы. С целью подтверждения или исключения язвенной болезни желудка проводятся специфические тесты, позволяющие выявить хеликобактерии (дыхательный уреазный тест).
При диагностике гастрокардиального синдрома категорически противопоказано проведение эндоскопических методов исследования (эзофагогастродуоденоскопия) до лечения: психологический стресс и раздражение рецепторных зон пищевода и желудка могут привести к чрезмерному возбуждению блуждающего нерва и остановке сердца.

## Лечение
В лечении данной патологии обязательно принимают участие гастроэнтеролог, кардиолог, при необходимости — хирург. Независимо от причины лечение гастрокардиального синдрома включает диетотерапию, основой которой является предупреждение перееданий. Пациент должен питаться дробно, маленькими порциями. Необходимо ограничить химически грубую пищу, а также продукты, провоцирующие избыточное газообразование. При наличии ожирения обязательно проводится комплекс мероприятий по нормализации веса.
Для профилактики развития приступов за полчаса до планируемого приёма пищи используются спазмолитики (папаверин, дротаверин). Данное лечение обладает высокой эффективностью и существенно улучшает качество жизни пациентов. Медикаментозное лечение заключается в использовании нитратов, бета-адреноблокаторов и спазмолитиков.
При наличии фоновой органической патологии желудочно-кишечного тракта, в первую очередь требуется лечение основного заболевания. При язвенной болезни желудка назначается специфическая терапия, направленная на эрадикацию Helicobacter pylori, включающая антибактериальные средства, ингибиторы протонной помпы и препараты висмута. При грыжах пищеводного отверстия диафрагмы возможна консервативная терапия, целью которой служит снижение желудочно-пищеводного рефлюкса, предупреждение повышения давления в брюшной полости и профилактика гастрокардиального синдрома.
При неэффективности медикаментозного лечения, в том числе частом возникновении приступов, а также при наличии осложнений проводится хирургическое лечение. Операция направлена на ушивание грыжевых ворот, укрепление пищеводно-диафрагмальной связки (круропластика), фиксацию желудка.

## Прогноз и профилактика
Прогноз гастрокардиального синдрома благоприятный. Заболевание хорошо поддаётся коррекции, при устранении органической причины наступает полное выздоровление. Профилактика заключается в нормализации образа жизни и питания, предупреждении перееданий, приёме пищи 5-6 раз в сутки, достаточном уровне физической активности, поддержании нормального веса.